# Экман, Вагн Вальфрид
Вагн Вальфрид Экман (3 мая 1874 года — 9 марта 1954 года) — шведский океанолог.

## Биография
Родился в Стокгольме, в семье гидрографа Фредерика Лоренца Экмана. Сам был вовлечён в занятия океанологией во время изучения физики в Упсальском Университете, в особенности после прослушивания курса Вильгельма Бьеркнеса по гидродинамике.
Во время экспедиции на «Фраме», Фритьоф Нансен отметил что айсберги имеют тенденцию дрейфовать не по направлению превалирующего ветра, а под углом 20°−40° вправо. Бьеркнес предложил своему студенту Экману заняться этой проблемой, и в 1905 году Экман опубликовал свою теорию Экмановской спирали, которая объясняла феномен, наблюдаемый Нансеном, суммарным действием силы вязкости в воде и силы Кориолиса, возникающей вследствие вращения Земли.
Завершив докторантуру в Уппсале в 1902 году, Экман присоединился к Международной Лаборатории Океанографический Исследований (International Laboratory for Oceanographic Research) в Осло, где проработал семь лет, не только расширяя свою теорию, но также разрабатывая экспериментальные методы и приборы, такие как Экмановский измеритель течения (Экмановская вертушка) и батометр Экмана.
С 1910 по 1939 он продолжал свои теоретические и экспериментальные изыскания в Лундском университете, где занимал место профессора математики и математической физики. Он был избран членом Шведской королевской академии наук в 1935 году.
Был также одарённым певцом (бас), пианистом и композитором. Активно работал до своей смерти в 1954 году.